# Volby do Sněmovny lidu Federálního shromáždění 1986
Volby do Sněmovny lidu Federálního shromáždění 1986 byly volby do jedné ze dvou komor nejvyššího zákonodárného sboru Československa. Konaly se 23. a 24. května 1986.

## Volební obvody
- Federální shromáždění - 350 členů (poslanců)
  - Sněmovna lidu - 200 jednomandátových volebních obvodů, 1 obvod = 1 poslanec ( ČSR a SSR)
  - Sněmovna národů - 150 volebních obvodů, 1 obvod = 1 poslanec (75 ČSR a 75 SSR)

## Výsledky
|                             |                        |                                     |                                    |            |       |         |         |
| Strana                      | Strana                 | Strana                              | Strana                             | Hlasy      | Hlasy | Mandáty | Mandáty |
| Strana                      | Strana                 | Strana                              | Strana                             | Počet      | %     | Počet   | ±       |
|                             | Národní fronta ČSSR    |                                     | Komunistická strana Československa | 10 871 881 | 99,94 | 138     | +1      |
|                             | Národní fronta ČSSR    | Československá strana lidová        | 11                                 | 10 871 881 | 99,94 | -1      |         |
|                             | Národní fronta ČSSR    | Československá strana socialistická | 11                                 | 10 871 881 | 99,94 | ±0      |         |
|                             | Národní fronta ČSSR    | Strana slovenské obrody             | 2                                  | 10 871 881 | 99,94 | ±0      |         |
|                             | Národní fronta ČSSR    | Strana svobody                      | 2                                  | 10 871 881 | 99,94 | ±0      |         |
|                             | Národní fronta ČSSR    | bezpartijní poslanci                | 36                                 | 10 871 881 | 99,94 | ±0      |         |
| Neplatné hlasy              | Neplatné hlasy         | Neplatné hlasy                      | Neplatné hlasy                     | 13 066     | 0,06  | –       | –       |
| Celkem                      | Celkem                 | Celkem                              | Celkem                             | 10 884 947 | 100   | 200     | –       |
| Voliči v seznamu/účast      | Voliči v seznamu/účast | Voliči v seznamu/účast              | Voliči v seznamu/účast             | 10 950 675 | 99,40 | –       | –       |
| Zdroj: Meziparlamentní unie |                        |                                     |                                    |            |       |         |         |

Šlo o součást voleb do zastupitelských orgánů ČSSR, v nichž se najednou volili poslanci na místní, okresní, krajské, republikové (ČNR, SNR) i federální úrovni. Šlo o čtvrté volby do Sněmovny lidu Federálního shromáždění pro provedení federalizace Československa a čtvrté volby konané v Československu po invazi vojsk Varšavské smlouvy roku 1968 a nástupu normalizace. Zároveň to byly poslední volby před koncem normalizace a sametovou revolucí.
Skončily jednoznačným vítězstvím jednotné kandidátní listiny Národní fronty, která získala do Sněmovny lidu 99,94 % hlasů.
| Oprávněných voličů | Odevzdaných hlasů | Volební účast v % | Platných hlasů | Platných hlasů pro NF | Platných hlasů pro NF % | Počet mandátů |
| ------------------ | ----------------- | ----------------- | -------------- | --------------------- | ----------------------- | ------------- |
| 10 950 675         | 10 884 947        | 99,39 %           |                | 10 871 881            | 99,94 %                 | 200           |

## Rozdělení mandátů
Celkem bylo zvoleno 200 poslanců. Z 200 přidělených mandátů – poslanců
```
bylo ve Sněmovně lidu:
```

- z ČSR 134 poslanců
- z SSR 66 poslanců